# Fatm
Fatm (arabisch فطم, DMG Faṭm), auch bekannt als Nazm (نظم, DMG Naẓm) und Umm Musa (أم موسى, DMG Umm Mūsā), geboren im späten 8. Jahrhundert, gest. vor 813, war eine Sklavin und Konkubine des sechsten Abbasiden-Kalifen Muhammad al-Amin (reg. 809–813).

## Leben
Fatm war die Lieblingskonkubine des sechsten Abbasiden-Kalifen Muhammad al-Amin (787–813; reg. 809–813). Sie gebar ihm den Sohn Musa an-Natiq bi-l-Haqq (موسى الناطق بالحق), den al-Amin am 14. Januar 810 zum neuen Thronerben ernannte und damit den abbasidischen Bürgerkrieg zwischen al-Amin und seinem Halbbruder al-Ma'mun einleitete, den al-Ma'mun 813 für sich entschied.
Fatm starb noch während al-Amins Regentschaft. Al-Amin wurde 813 ermordet. Ihr gemeinsamer Sohn Musa starb im Dezember 823 oder Januar 824 (Scha'ban 208 n. H.) im noch jugendlichen Alter.